# Yamada Kōun (Maler)
Yamada Kōun (japanisch 山田 耕雲; geboren 3. Juni 1878 in Kyōto; gestorben 1956) war ein japanischer Maler der Nihonga-Richtung.

## Leben und Werk
Yamada Kōun studierte Malerei unter Kikuchi Hōbun (菊池 芳文; 1862–19187), und zwar im Stil der Maruyama-Shijō-Schule. Er wurde Mitglied der Vereinigung junger Künstler, der „Kōsō Seinen-kai“ (後素青年会) und auch der „Kyōto Bijutsu Kyōkai“ (京都美術協会). 1899 wurde auf der 2. Ausstellung der „Zenkoku Kaiga Kyōshin-kai“ (全国絵画共進会) ein Bild von ihm ausgezeichnet. Danach folgten Auszeichnungen auf der „Nationalen Wirtschaftsförderungsausstellung“ (内国勧業博覧会), der „Ausstellung für neue und alte Kunst“ (新古美術展) und an anderen Orten. 1908 konnte Yamada zum ersten Mal ein Bild auf der „Bunten“ zeigen, es hieß „Ginnan“ (銀杏) – „Ginkgonüsse“. Er stellte hauptsächlich weiter dort aus und wurde 1914 und 1915 mit Preisen ausgezeichnet.
Bereits 1909 besuchte Yamada mit seinem Lehrer Kikuchi die Niederlande und hielt sich dort drei Jahre auf. Er arbeitete an den Vorzeichnungen für ein dekoratives Wandbild für die Friedensausstellung in Den Haag. Als 1919 in der Nachfolge der „Bunten“ die erste „Teiten“ eröffnet wurde, war er mit einem Bild dabei. 1926 wurde er Mitglied der „Teiten“. Ab der dann folgenden „Shin-Bunten“ konnte er juryfrei ausstellen. 1931 war er auf der „Ausstellung japanische Malerei“ in Berlin und dann auch auf der „Gedächtnisausstellung Prinz Shōtoku“ (聖徳太子奉讃美術展, Shōtoku-taishi hōsan bijutsu-ten) 1940 zu sehen.
Weitere Bilder von Yamada sind „Shamo“ (軍鶏) – „Kampfhähne“, „Ōtori“ (鴻) – „Große Vögel“, „Budō“ (葡萄) – „Trauben“.

## Bilder
Im Nationalmuseum für moderne Kunst Kyōto:
- 名家畫帖「画苑」 – Blütenzweig mit Vogel, aus einem Bildband der späten Meiji-Zeit

Im Nationalmuseum für moderne Kunst Tokio:
- 山田耕雲：白鷺 – „Reiher“ (1942)